# 리치먼드 레니게이즈 (ECHL)
| 리치먼드 레니게이즈 |                                                                 |
| 콘퍼런스            | 북부 콘퍼런스 (1997년~2003년)                                   |
| 디비전              | 이스트 디비전 (1990년~1997년) 노스이스트 디비전 (1997년~2003년) |
| 설립연도            | 1990년                                                          |
| 해체연도            | 2003년                                                          |
| 역사                | 리치먼드 레니게이즈 (1990년~2003년)                             |
| 경기장              | 리치먼드 콜리시엄                                               |
| 연고지              | 버지니아주 리치먼드                                             |
| 상징색              | 틸, 검정, 보라                                                  |
| 구단주              |                                                                 |
| 단장                |                                                                 |
| 감독                |                                                                 |
| NHL 제휴            |                                                                 |
| AHL 제휴            |                                                                 |
| 정규시즌 우승       | 1 (1996)                                                        |
| 콘퍼런스 우승       | 1 (1999)                                                        |
| 디비전 우승         | 2 (1995, 1996)                                                  |
| 켈리 컵             | 1 (1995)                                                        |
| 영구 결번           |                                                                 |

리치먼드 레니게이즈(Richmond Renegades)는 미국 버지니아주 리치먼드를 연고지로 하는 1990년부터 2003년까지 ECHL 소속되었던 아이스 하키팀이다.

## 역대 홈경기장
| 경기장              | 사용기간      | 수용인원 | 장소                | 비고 |
| ------------------- | ------------- | -------- | ------------------- | ---- |
| 리치먼드 레니게이즈 |               |          |                     |      |
| 리치먼드 콜리시엄   | 1990년~2003년 | 11,088명 | 버지니아주 리치먼드 | 빈칸 |